# Druhý čínský historický archiv
Druhý čínský historický archiv (čínsky v českém přepisu Čung-kuo ti-er li-š’ tang-an-kuan, pchin-jinem Zhōngguó dì'èr lìshǐ dàng'ànguǎn, znaky zjednodušené 中国第二历史档案馆) je ústřední státní archiv ve městě Nanking v provincii Ťiang-su, který spadá pod Národní archivní správu Číny. Byl založen v únoru 1951 a je zodpovědný za shromažďování a správu archivů ústředních vládních orgánů v období Čínské republiky, od roku 1912 do roku 1949.
K roku 2024 archiv obsahoval více než 2,58 milionu svazků s policemi o kumulativní délce více než 50 tisíc metrů. Archiv pokrývá významné historické události a osobnosti v různých historických etapách Čínské republiky, včetně archivů Nankingské prozatímní vlády, Kantonské a Wuchanské nacionalistické vlády, Pekingské vlády Čínské republiky, Nankingské nacionalistické vlády a Wang Ťing-wejova režimu.
Vedle Druhého archivu se v Číně nachází také První čínský historický archiv, který je zodpovědný za shromažďování a správu archivů vytvořených ústředními vládními institucemi v období říší Čching, Ming a dřívějších států na území Číny.
Dne 9. června 2017 byl Druhý historický archiv Číny poprvé otevřen veřejnosti.